# Shangri-La
Shangri-La (helyes ejtése: [sangrila]) James Hilton angol író képzeletében született hely, egy édeni elzárt völgy valahol a Kunlun hegység nyugati végén, amely 1933-ban Lost Horizon, magyarul A Kék Hold völgye címmel kiadott regényében jelent meg először.
A név angol helyesírás szerinti változata honosodott meg Magyarországon is, mivel nem latinbetűs (tibeti, kínai) átírási formája és a név eredeti tibeti jelentése is erősen vitatott. (Magyarul ezektől a szempontoktól eltekintve a Sangrila lehetett volna.)
Hilton művében Shangri-La egy külvilágtól elzárt földi paradicsom, misztikus, harmonikus, zárt és titkos völgy. Az itt lakó emberek boldog és kiegyensúlyozott életet élnek, és szinte halhatatlanok. Évszázadok óta élnek messze a világ többi részén lehetségesnek vélt végső emberi életkoron túl, és csak nagyon lassan öregednek. Mindez a történet szerint a kiegyensúlyozott életmódon kívül a hely valamilyen közelebbről meg nem határozott különleges adottságának is köszönhető.
A regény tovább mélyítette a Kelet egzotikumával kapcsolatos általános elképzeléseket Nyugaton.

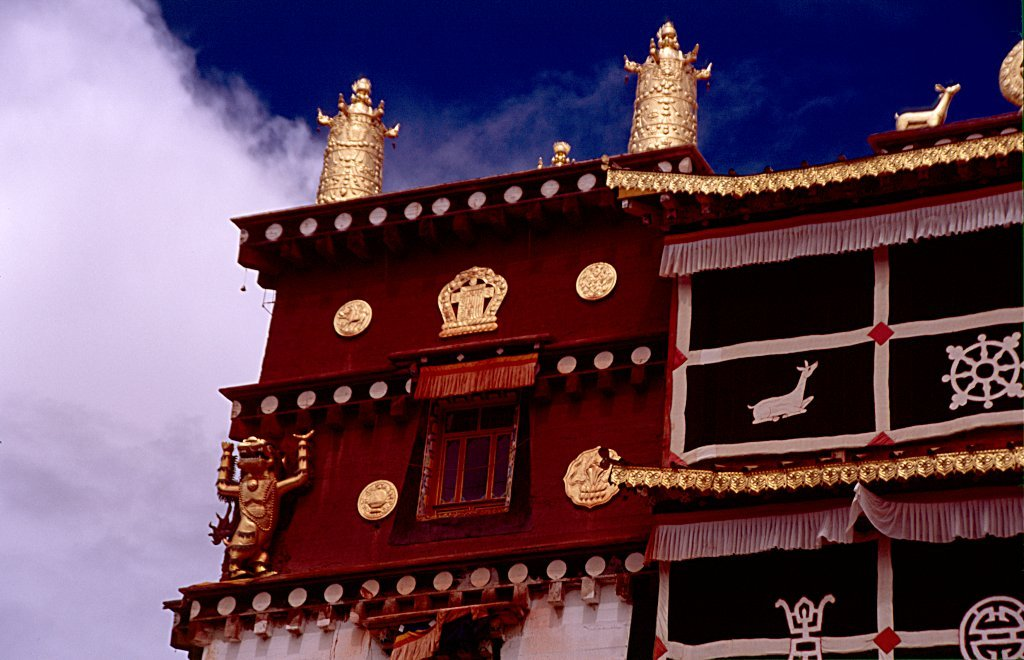
A csungdiani Szumcseling Gompa kolostor épülete

A Kínai Népköztársaságban a regény nyomán az utóbbi időkben több területi egység önkormányzata is bejelentette igényét, hogy nevét Shangri-Lára változtathassa. Közülük a jünnani Csungdian (Zhongdian) megyei jogú város kapta meg az engedélyt 2001-ben (Ma: kínaiul Hszianggelila (Xianggelila) azaz Shangri-La (kínai: 香格里拉市, pinjin hangsúlyjelekkel: Xiānggélǐlā).
A témával kapcsolatosan általában ritkábban említik, hogy a tibeti kolostor motívum és himalájai idill ekkorra, az 1930-as évekre Helena Blavatsky és más teozófusok munkái nyomán már megmozgatta a nyugati írók és olvasók fantáziáját.

## A név eredete
A Shangri-La (tibeti: ཞང་རི་ལ་) kifejezés valószínűleg a tibeti ཞང་, azaz Shang terület névből (Ü-Cang, Tasilhumpotól északra), a hegy jelentésű རི (ri) szóból, valamint a hágó jelentésű ལ (la) szóból képzett szóösszetétel, ami így valójában inkább a „Shang-hegyi hágó” jelentéssel bír. (Tehát semmiképpen nem Kék Hold völgye.)
Bár Hilton története és így a Shangri-La helynév viszonylag új keletű, hasonló motívumok világszerte korábban is léteztek:
- Egyes szakértők úgy vélik, hogy Hilton története némi hasonlóságot mutat a tibeti buddhista hagyomány mitikus királyságával, a Sambhala (Shambhala) királysággal, amelynek megtalálására keleti és nyugati felfedezők egyaránt törekedtek.
- Kínai források szerint lehetséges, hogy a szó valójában London kínai negyedének kantoni nyelvéből származik: sankara (kínai: 山卡拉, pinjin átírással: shankara), amely a hegyek elszigetelt területét jelenti.

## Ősi források hasonló leírásokkal
- A zsidó források említenek egy Lúz nevű várost, ahová a halál angyalának tilos volt belépnie, így lakói örökké élhettek.

- Hasonló a leírása a Kusta néven emlegetett helynek, amelynek neve az igazság jelentésű arameus szóból ered. Ebben a városban az egyetlen lehetséges oka a halálnak az volt, ha valaki valótlanságot mondott.

- Kínában Tao Jüan-ming (Tao Yuanming, kb. i. sz. 365-427) költő egyfajta Shangri-Lát ír le Az őszibarack-virágos forrás (kínai: 桃花源 記; pinjin: Táohuā Yuán Jì) című meséjében.[3] A történet szerint egy vulingi[4] halász egy gyönyörű őszibarack-ligetre bukkant, amelyben boldog és tartalmas életet élő emberekkel találkozott, akik a Csin-kor (i. e. 221 – i. e. 207) óta elszigetelten éltek a külvilágtól.

- Az ősi tibeti szent iratokban hét Shangri-Lához hasonló helyet említenek, mint például Nge-Bejül Kembalung (Nghe-Beyul Khembalung). Kembalung egyike a számos, Shangri-Lához hasonló „bejül”-nek, amellyel kapcsolatos hiedelmeket a 9. században Padmaszambhava alapozta meg, s amelyeket úgy ír le mint idilli, szent menedékhelyek a buddhisták számára viszályok idején (Reinhard, 1978).

- Sambhala a tibeti buddhizmus mitológiájának egyik alapvető eleme, az ember és a természet közötti harmónia birodalma, amely szorosan összefügg a Kálacsakrával vagyis az Időkerékkel kapcsolatos elképzelésekkel. Sambhala legendáját részletesen a Sambhala Szútra írja le, a hatodik pancsen láma (1737-1780) által írt történeti szöveg, amely néhány Sambhala helyszínt említ, mint Ngari Tibet nyugati vidékén.

- Az Altaj-hegység népeinek folklórja a Beluha-hegyet Sambhala kapujaként, átjárójaként emlegeti. A Kunlun hegység (崑崙山) szintén lehetséges helyszíne lehetne a Shangri-Lához hasonló völgyeknek, ugyanis Hilton kifejezetten megemlítette a Kunlunt a regényében, azonban nincs forrás arra vonatkozólag, hogy Hilton valaha is járt volna azon a környéken vagy más módon tanulmányozta volna a területet.

A Kunlun egyébként részben Ngariban fekszik, amelyet viszont a Sambhala Szútra is említ.

## A helyszín
A történettudomány szerint Shangri-La mítosza teljes egészében a nyugati világ Tibetre vonatkozó többnyire nem helytálló elképzeléseit tükrözi, amelyeknek kevés köze van a tibeti kultúrához, akár a regény írásakor még ismeretlen tibeti területen feltételezhetőhöz is.
Tibetiül Sangnak (Shang) nevezett hegy található Sigacétől (a Tasilhumpo kolostortól, a pancsen láma székhelyétől) északra. És arrafelé vannak zárt, elszigetelt kis völgyek aprócska településekkel, amelyekben teraszos művelés folyik. Az ilyen völgyek a távolabbi területeken feltehetően a járhatatlan utak miatt lakatlanok. Ám ez 1000 kilométerre fekszik az író által megnevezett helyszíntől, a Kunlun hegység nyugati vidékeitől.
Egyes források szerint azonban Hilton a helyszínt a kasmíri Hunza völgyről mintázta, ahol néhány évvel a regénye megírása előtt személyesen is megfordult. Ez azonban szintén nem felel meg a Kunlun nyugati része helymegadásnak, hanem inkább a Kunluntól nyugatra lenne a helyes, ugyanis a völgy Pakisztán legészakibb részén, Kasmír vitatott hovatartozású területén található. Ezzel a helyszínnel a legfőbb gond, hogy ez régóta muzulmánok lakta vidék. Az itt élők magas életkorra vonatkozó kilátásaival kapcsolatos híresztelések inkább az anyakönyvezés hiányosságaira vezethetők vissza.
Joseph Rock osztrák származású amerikai botanikus 1922-től 1949-ig Licsiangból (Lijiang) kiindulva több hosszabb körutazást is tett Kínában, többek között Jünnan tartományban, és meglátogatta Kína délnyugati régióját is. Számos, főleg néprajzi vonatkozású cikket, részletes ismertetést tett közzé az amerikai National Geographic magazinban. Ezek a cikkek nagy érdeklődést keltettek a térség iránt a nyugati világban, és egyesek úgy gondolják, hogy Hilton is sok ismerethez jutott művéhez Rock cikkeiből.

## James Hilton által megnevezett források
A New York Times 1936-ban készített interjújában Hilton elmondta, hogy a regény megírásához felhasználta a British Museum tibeti anyagait, valamint két francia pap, Evariste Regis Huc és Joseph Gabet útleírását, hogy a tibeti kultúrával és buddhizmussal kapcsolatosan inspirációt nyerjen Shangri-La elképzeléséhez. Huc és Gabet 1844 és 1846 között 250 km-es körutazást tett Peking és Lhásza között Jünnantól északra. Híres útleírásaik, amelyeket 1850-ben francia nyelven publikáltak, számos kiadásban több nyelven is megjelentek. Angliában 1928-ban jelent meg népszerű, tömörített fordításban körülbelül abban az időszakban, amikor Hilton A Kék Hold völgye megírásába kezdett.

## A versengés a Shangri-La név felvételéért Kínában

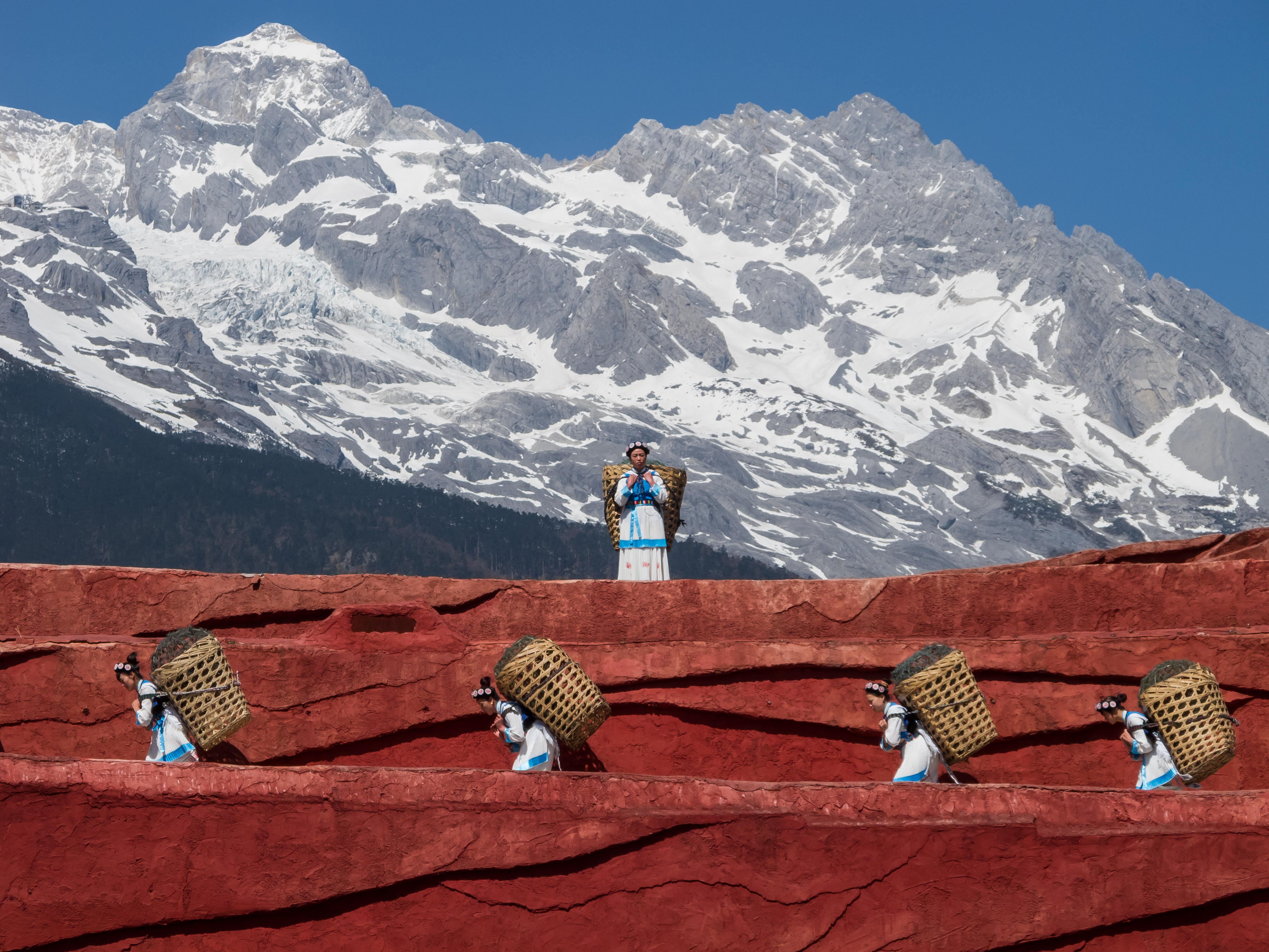
A nahszi népcsoporthoz tartozó emberek teherhordó kosarakkal. Licsiang, Jünnan tartomány, 2012. (A távolban a Jáde Sárkány hegy)

Az utóbbi időben az idegenforgalom fellendülésével párhuzamosan több kínai területi egység önkormányzatában felmerült a jól csengő Shangri-La név felvétele, mint például Tibet déli részein, Khamban, Északnyugat-Jünnanban, beleértve az olyan turisztikai célpontokat mint Licsiang (Lijiang, 丽江市) és Csungdian (Zhongdian).
Azonban egyes területek lakosai, különféle szakértői, önkormányzata, mint például Szecsuan vagy Tibet, makacsul állítják, hogy az igazi Shangri-La az ő területükön volt. 2001-ben a Tibeti Autonóm Régió javaslatot tett arra vonatkozóan, hogy a három szomszédos régió együttesen aknázza ki a Shangri-La névben rejlő turisztikai lehetőségeket és erőforrásokat, és közösen lépjenek fel ennek érdekében. Miután 2002-ben és 2003-ban nem sikerült létrehozni egy kínai Shangri-La ökológiai idegenforgalmi övezetet, Szecsuan és Jünnan tartomány önkormányzati képviselői és a Tibeti Autonóm Régió egy együttműködési nyilatkozatot írt alá 2004-ben. 2001-ben azonban az északnyugat-jünnani Csungdian megyei jogú város kapott hivatalosan engedélyt hogy átnevezhesse magát Shangri-Lára (Xiānggélǐlā, kínai: 香格里拉, azaz Shangri-La kínai nyelven).

## Legutóbbi kutatások és dokumentumfilmek
- Ted Vaill és Peter Klika amerikai kutatók 1999-ben látogattak el a Dél-Szecsuan tartomány Muli területére, és ennek kapcsán azt állították, hogy ez a távoli régió és Muli kolostora volt James Hilton Shangri-Lájának modellje, amelyről azt hitték, Joseph Rock az osztrák származású amerikai botanikus és felfedező a National Geographic magazin számára írt cikkeiben az 1920-as évek végén és az 1930-as évek elején erről a helyről számolt be. Ted Vaill először a 2007-es cannes-i filmfesztiválon mutatta be Finding Shangri-La (Shangri-La megtalálása) című filmjét. Michael McRae azonban a film állításának megkérdőjelezéséhez igénybe vette James Hiltonnak annak idején a New York Timesban megjelent interjúját, amelyben feltárja a Shangri-Lával kapcsolatos kutatásainak valódi forrásait, továbbá hogy Muli több mint 250 km-re északra fekszik Evariste Regis Huc és Joseph Gabet egykori körutazásának útvonalától.
- Laurence Brahm író és filmes 2002-2004 között egy sor expedíciót vezetett Nyugat-Kínában, amely alapján megállapította, hogy Shangri-La mitikus helyszíne Hilton művében Joseph Rock National Geographicban megjelent cikkein alapul és valójában Jünnan tartomány északi része.
- Michael Wood történész, televíziós műsorvezető Mítoszok és hősök nyomában (In Search of Myths and Heroes, 2005) című BBC dokumentumfilm sorozatának Shangri-La című epizódjában azt sugallja, hogy a legendás Shangri-La a Szatledzs (Satluj, Sutlej) felső folyásánál található völgyben fekvő elhagyott város, Caparang (Tsaparang), és hogy a két ottani nagy templom jelöli a helyet, ahol a Guge birodalom királyainak fővárosa állt a mai Tibetben.
- 2010. december 2-án az amerikai Oregon Public Broadcasting (OPB) televízióban bemutatott Martin Yan rejtett Kínája (Martin Yan's Hidden China) című dokumentumfilm sorozatának Élet Shangri-Lában (Life in Shangri-La) című epizódjában Yan azt állítja, hogy Shangri-La egy ma is létező város neve Jünnan tartomány északnyugati vidékének dombos és hegyvidéki régióban, amelyet mind a helyi hanok, mind a tibetiek látogatnak. Martin Yan meglátogatta a kézműves üzleteket, a helyi gazdálkodókat aratás idején, és megkóstolta hagyományos ételeiket is.

## A Shangri-La név előfordulása a kultúra egyéb területein
Csillagászat
- 2006-ban a Nemzetközi Csillagászati Unió (IAU) a Szaturnusz Titán nevű holdjának egy sötét színű, alacsony fekvésű egyenlítői területét Shangri-Lának nevezte el. (A szomszédos világosabb területet Xanaduról.)

Parkok, üdülőhelyek

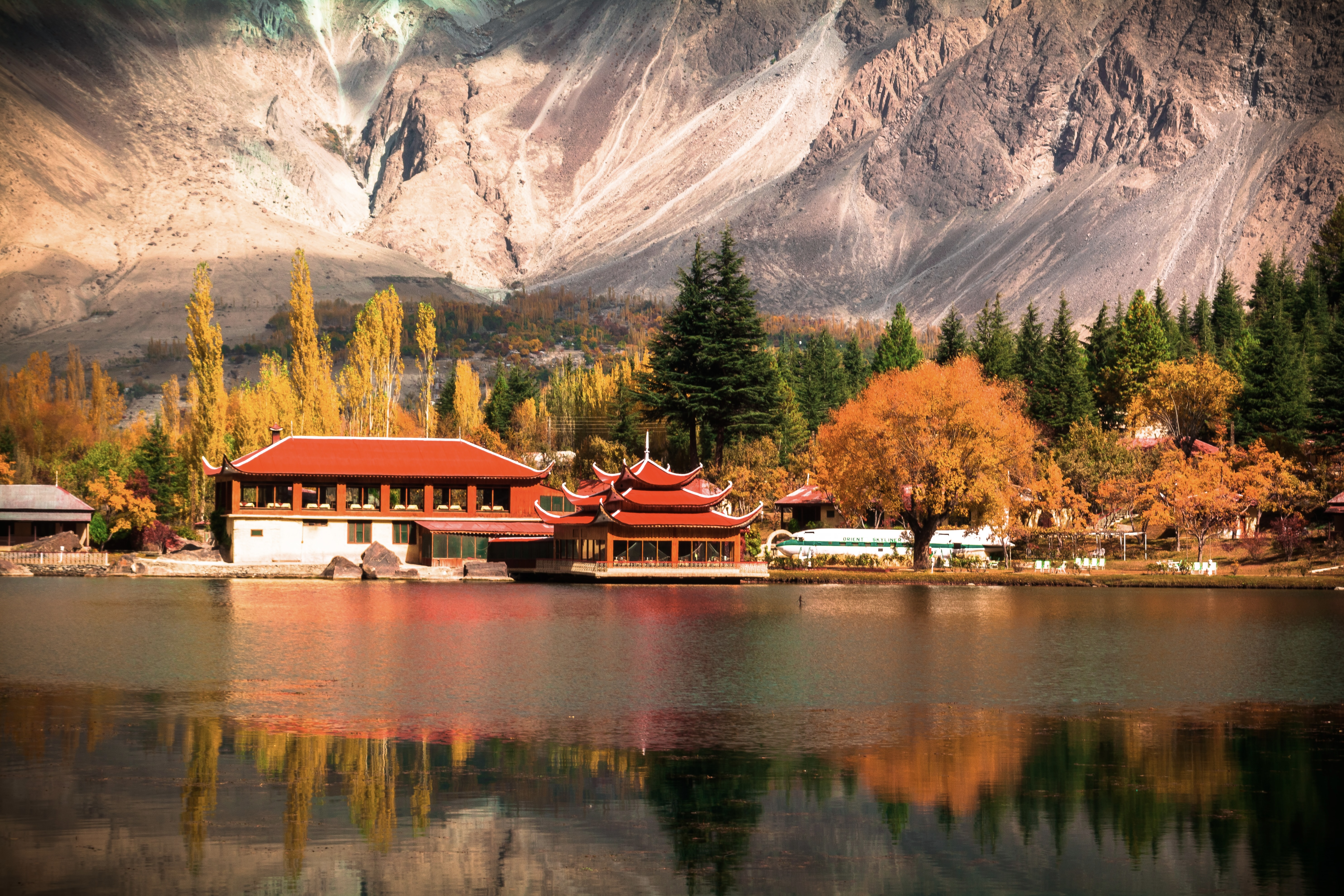
Szkardu

- 1937-ben Luther Stark texasi emberbarát kezdett saját Shangri-La építésébe Orange megyében. Ez a Shangri-La egy azálea kert volt, amely egy ciprus-mézgásfa mocsár mellett terült el. 1950-re több ezer ember utazott el Orange megyébe, hogy megcsodálhassa Luther Stark Shangri-Láját, és sok magazin tett közzé róla fényképeket. Szkardu 1958-ban egy nagy hóvihar csapott le Kelet-Texasra, amely az azaleák ezreit pusztította el, ezért a kertet 40 évre bezárták. A közelmúltban felújították, és azóta ismét látogatható a nagyközönség számára.
- Harold Nixon Porter üzletember 1955-ben hozta létre a dél-afrikai Betty-öbölben lévő Shangri-La nevű természetvédelmi területet. A nevet 1959-ben Harold Porter Nemzeti Botanikus Kertre változtatták, amikor Porter végakaratának megfelelően a Dél-Afrikai Nemzeti Botanikus Kert vette át a területet.
- 1983-ban az észak-pakisztáni Kacsura-tó partján fekvő Szkarduban épült üdülőhely, amelyet Hilton regényének alapján neveztek el Sangrila Üdülőnek (Shangrila Resort). Manapság már a tó is Sangrila tó néven ismert.
- Xangri-lá üdülőhely Brazíliában.

Játékfilmek

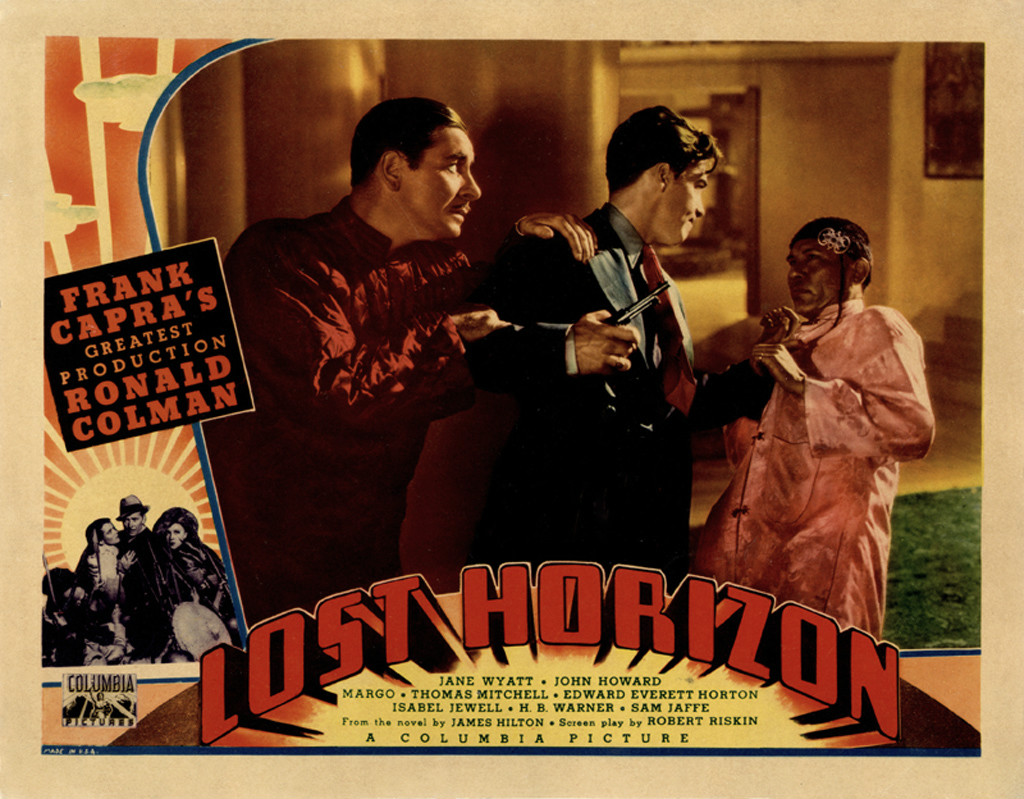

- Frank Capra A Kék Hold völgye (Lost Horizon, 1937) című első filmadaptációját a kaliforniai Ojai völgyben forgatta. Shangri-La lakóinak külső jeleneteit továbbá Ronald Colman és Jane Wyatt jeleneteit valójában a közeli Sherwoodi erdőben (Sherwood Forest, Westlake Village) és Palm Springsben vették fel. A nagy lámakolostor homlokzatát a Columbia Ranchon, a kaliforniai Burbankben építették fel és később elbontották. Azonban Kendall Miller amerikai filmtörténész a film DVD kiadásához mellékelt fotósorozat alapján azt állítja, hogy a filmbeli Shangri-La völgy távlati képe az Ojai völgyről készült a 150-es számú főút felől.
- 1973-ban készült azonos címmel Charles Jarrott zenés filmje Peter Finch, Liv Ullmann, John Gielgud, Michael York és Charles Boyer főszereplésével.
- A Star Trek: Űrlázadás című amerikai sci-fi mozifilmben (1998) Ba’ku sok vonatkozásban Shangri-Lára hasonlít.[6]
- A Sky kapitány és a holnap világa című filmben miután a bányát rájuk robbantják, Joe Sullivan azaz Sky kapitány (Jude Law) társaival Shangri-Lában ébrednek, ugyanis az ottani szerzetesek mentették ki őket.

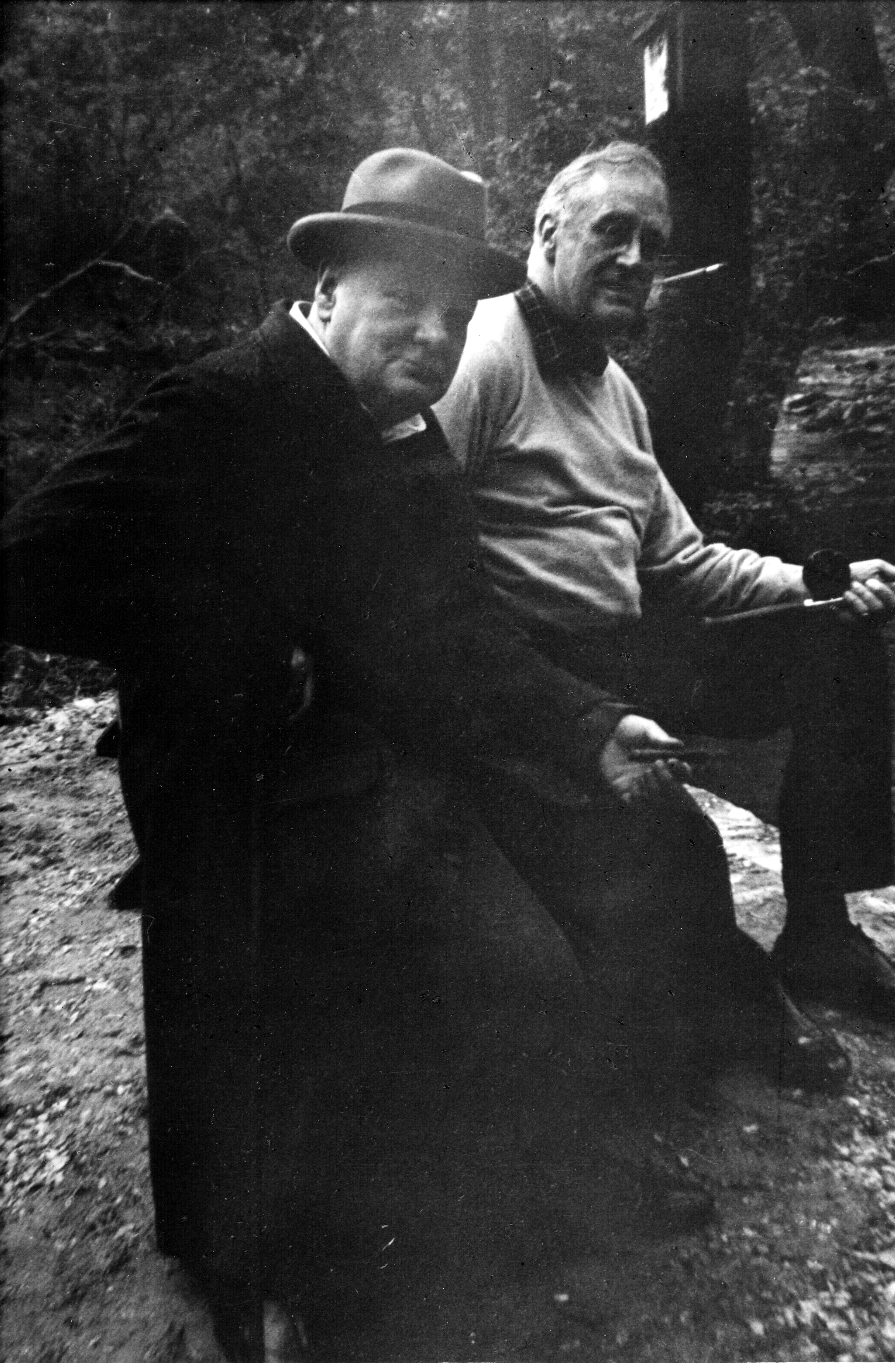
Churchill és Roosevelt Shangri-Lában azaz a mai Camp Davidben

- A Titkok könyvtára – A Szent Lándzsa küldetés (The Librarian: Quest for the Spear) amerikai-német kalandfilm (2004, rendezte: Peter Winther) főhősei a Kajlás-hegységben találják meg.
- A Halálos iramban: Tokiói hajsza (The Fast and the Furious: Tokyo Drift, 2006) főszereplője, Sean Boswell (Lucas Black) a még épülő, félkész Shangri-La lakóparkban[7] versenyez.
- A múmia: A Sárkánycsászár sírja (The Mummy: Tomb of the Dragon Emperor) című 2008-as amerikai kalandfilmben Alex O'Connell-ék és a Sárkánycsászár csapata egymással versenyt futva próbálják elérni a néptelen Shangri-Lát.

Televíziós sorozatok
- A kis gézengúz (Boy Meets World) amerikai vígjátéksorozat As Time Goes By (’Hogy múlik az idő’) című rész (7. évad 20. epizód)
- Hallmark Hall of Fame (amerikai televíziós sorozat, 1951-) Shangri-La című rész (10. évad 1. epizód)

Szépirodalom
- Határ Győző: Shangri La, Holmi, 11. évfolyam, 1999
- Ikegami Ejicsi (Eiichi Ikegami, japánul: 池上永一) 2005-ben megjelent Shangri-La (シャングリ·ラ) című regénye, amelyből 2008-ban anime is készült.

Zene

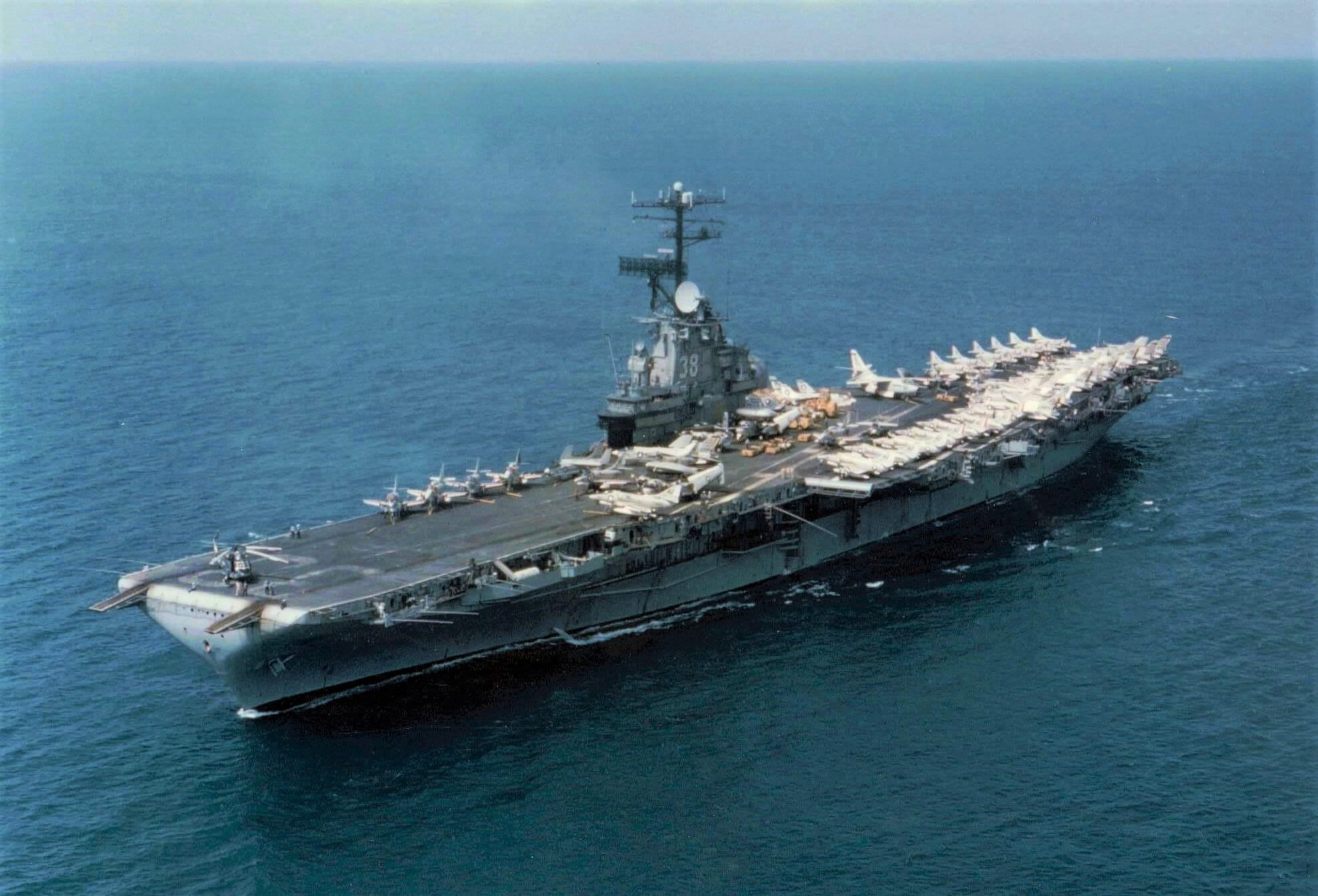
A USS Shangri-La (CV-38) amerikai repülőgéphordozó a Karib-tengeren, 1970

- A Shangri-La Ranch, az egykori Shangri-La Studio székhelye a kaliforniai Malibuban
- The Shangri-Las, amerikai lányegyüttes az 1960-as években
- A Kinks együttes 1969-es Arthur (Or the Decline and Fall of the British Empire) albumának B oldalon szereplő száma.
- Demis Roussos 1973-as Lovely Lady of Arcadia című dalában említi.[8]
- Mark Knopfler 2005-ös Shangri-La című albuma
- A Systems in Blue együttes Shangri-La című dala
- Az Acid Black Cherry  együttes Shangri-La című dala
- A Mother Love Bone együttes This is Shangrila című dala

Videójáték
- Uncharted 2: Among Thieves, amelyben Nathan Drake felfedezi Sambhala/Shangri-La rejtélyét.
- Far cry 4: A játékban ez egy titokzatos világ és több mellékküldetés is fűződik hozzá.

Egyéb történelmi vonatkozások
- Roosevelt elnök 1942-ben Shangri-Lának nevezte át az elnöki nyaralót, a mai Camp Davidet.
- A második világháború vége felé, 1944-ben állították hadrendbe az Essex osztályú USS Shangri-La (CV-38) amerikai repülőgéphordozót.
  - James Lovell űrhajós kapcsán aki vadászpilótaként szolgált a hordozón, említésre került az Apolló 13 című filmben és a Múzeumi rejtélyek ismeretterjesztő filmsorozat Alaszkai autópálya és más történetek című 2018-as epizódjában is.

## Ismeretterjesztő filmek
- Mítoszok és hősök nyomában (In Search of Myths and Heroes, 2005, rendezte: Michael Wood) A Guge birodalom és Shangri-La esetleges kapcsolatáról
- Két lábbal a Himalájában (angol dokumentumfilm-sorozat, 2016) 1. rész benne a Hunza völgy Shangri-La említése nélkül

## Hasonló helynevek
- Sangri (桑日县) - a Martin Yan által is megnevezett város?